# Secuencia palindrómica

Palíndromo de estructura ADN A: Palíndromo, B: Bucle, C: Raíz.

Una secuencia palindrómica, o palíndromo, es una secuencia de ácido nucleico (ADN o ARN) que es lo mismo si se lee de 5' (5-prima) a 3' (3-prima) en un filamento o de 5' a 3' en el filamento complementario, con el cual forma una doble hélice.
Puesto que una doble hélice está formada por dos hebras pares de nucleótidos que corren en direcciones opuestas en el sentido de 5' a 3' y los nucleótidos par siempre de la misma manera (adenina (A) con timina (T) para el ADN, con uracilo (U) por ARN; Citosina (C) con guanina (G)), una secuencia de nucleótidos (monocatenario) se dice que es un palíndromo si es igual a su complemento inversa. Por ejemplo, la secuencia de ADN ACCTAGGT es palindrómica porque su complemento del nucleótido-por-nucleótido es TGGATCCA, e invirtiendo el orden de los nucleótidos en el complemento da la secuencia original.
Una secuencia de nucleótidos palindrómica puede formar una horquilla. Los motivos palindrómicos de ADN se encuentran en la mayoría de los genomas o conjuntos de instrucciones genéticas. Los motivos están hechos por el orden de los nucleótidos que especifican los complejos (proteínas), y como resultado de las instrucciones genéticas, la célula debe producir. Han sido investigado especialmente en los cromosomas bacterianos y en los llamados «elementos mosaico dispersos bacterianos» (BIMEs, del inglés Bacterial Interspersed Mosaic Elements), dispersas sobre ellos. Recientemente un proyecto de investigación de secuenciación del genoma descubrió que muchas de las bases en el cromosoma Y se ordenan como palíndromos.[cita requerida] La estructura de un palíndromo permite al cromosoma Y de repararse al doblarse a la mitad si una de las partes está dañada.
Palíndromos también parecen ser encontrados con frecuencia en las proteínas, pero su papel en la función de la proteína no se conoce claramente. Recientemente se sugirió que la existencia de la prevalencia de palíndromos en péptidos podría estar relacionada con la prevalencia de las regiones de baja complejidad en proteínas, como palíndromos se asocian con frecuencia a las secuencias de baja complejidad. Su prevalencia puede también estar relacionada con una propensión de formación alfa helicoidal de estas secuencias, o en la formación de complejos de proteína/proteína.

## Ejemplos

### Sitios de restricción de la enzima
Las secuencias palindrómicas juegan un papel importante en la biología molecular. Porque una secuencia de ADN es de doble hélice, los apareamientos de bases son leídos, (no sólo las bases de una hebra), para determinar un palíndromo. Muchos endonucleasas de restricción (enzimas de restricción) reconocen secuencias palindrómicas específicas y las cortan. La enzima de restricción EcoR1 reconoce la siguiente secuencia palindrómica:
```
 5'- G  A  A  T  T  C -3'
 3'- C  T  T  A  A  G -5'
```

El filamento superior lee 5'-GAATTC-3', mientras que el filamento de la parte inferior Lee 3'-CTTAAG-5'. Si el filamento de la DNA se volca, las secuencias son exactamente iguales (5' GAATTC-3' y 3'-CTTAAG-5'). Aquí hay más enzimas de restricción y las secuencias palindrómicas que reconocen:
| Enzima          | Fuente                     | Secuencia de reconocimiento | Resultado del corte                 |
| --------------- | -------------------------- | --------------------------- | ----------------------------------- |
| EcoR1           | Escherichia coli           | 5'GAATTC 3'CTTAAG           | 5'---G AATTC---3' 3'---CTTAA G---5' |
| BamH1           | Bacillus amyloliquefaciens | 5'GGATCC 3'CCTAGG           | 5'---G GATCC---3' 3'---CCTAG G---5' |
| Taq1            | Thermus aquaticus          | 5'TCGA 3'AGCT               | 5'---T CGA---3' 3'---AGC T---5'     |
| Alu1*           | Arthrobacter luteus        | 5'AGCT 3'TCGA               | 5'---AG CT---3' 3'---TC GA---5'     |
| * = Fines romos |                            |                             |                                     |

### Sitios de metilación
Secuencias palindrómicas también pueden tener sitios de metilación.[cita requerida] Estos son los sitios donde un grupo metilo puede acoplarse a la secuencia palindrómica. Metilación hace el gen resistente inactivo; Esto se denomina mutagénesis insercional o inactivación insercional. Por ejemplo, en PBR322 metilación en el gene tetracyclin resistente expone el plásmido a tetracyclin; después de metilación en el gene tetracyclin resistente si el plásmido se expone al antibiótico tetracyclin, no sobrevive.

### Nucleótidos palindrómicas en células T receptoras
La diversidad de genes de la célula de T del receptor (TCR) es generado por las inserciones de nucleótido al reordenamiento de segmentos V, D y J de su línea germinal codificada. Inserciones de nucleótidos en las ensambladuras V-D y D-J son aleatorias, pero algunos pequeños subconjuntos de estas inserciones son excepcionales, en que de uno a tres pares de base repiten inversamente la secuencia de la línea germinal del ADN. Estas cortas secuencias palindrómicas complementarias se denominan nucleótidos P.